# Kettingkathaai
De kettingkathaai (Scyliorhinus retifer) is een haai uit de familie der Kathaaien (Scyliorhinidae). Hij leeft in het westen van de Atlantische Oceaan, langs de oostkust van Midden-Amerika.